# World of Our Own
World Of Our Own — третий студийный альбом ирландской группы Westlife. Релиз состоялся 12 ноября 2001 года, альбом достиг первого места в британском хит-параде. Пластинка получила мультиплатиновый статус в Соединённом Королевстве и имеет в своём активе три сингла, достигших первого места в UK Singles Chart («Uptown Girl», «Queen Of My Heart», «World of Our Own») и один, попавший в Top 5 («Bop Bop Baby»). Кавер-версия песни Сары Маклахлан «Angel» была издана в качестве сингла на территории Тайваня. Также на неё был снят видеоклип. Песня «Evergreen» c нового альбома была позднее записана британским исполнителем Уиллом Янгом для своего дебютного сингла. Мировые продажи альбома «World Of Our Own» достигли 5 миллионов копий.

## Список композиций
| № п/п | Название                      | Авторы | Продолжительность |
| ----- | ----------------------------- | --- | ----------------- |
| 1     | Queen of My Heart             | John McLaughlin, Steve Robson, Steve Mac, Wayne Hector                                                                      | 4:20              |
| 2     | Bop Bop Baby                  | Brian McFadden, Shane Filan, Graham Murphy, Christopher O'Brien                                                             | 4:23              |
| 3     | I Cry                         | Jörgen Elofsson, Per Magnusson, David Kreuger                                                                               | 4:12              |
| 4     | Uptown Girl                   | Billy Joel | 3:06              |
| 5     | Why Do I Love You             | Jörgen Elofsson, Per Magnusson, David Kreuger                                                                               | 3:40              |
| 6     | I Wanna Grow Old With You     | Brian McFadden, Shane Filan, Kian Egan                                                                                      | 4:08              |
| 7     | When You’re Looking Like That | Rami, Andreas Carlsson, Max Martin                                                                                          | 3:52              |
| 8     | Evergreen                     | Jörgen Elofsson, Per Magnusson, David Kreuger                                                                               | 4:04              |
| 9     | World of Our Own              | Steve Mac, Wayne Hector | 3:32              |
| 10    | To Be Loved                   | Steve Mac, Wayne Hector | 3:58              |
| 11    | Drive (For All Time)          | Steve Mac, Wayne Hector | 3:28              |
| 12    | If Your Heart’s Not In It     | Steve Kipner, Andrew Frampton                                                                                               | 4:20              |
| 13    | When You Come Around          | Kian Egan, Nicky Byrne, Richard 'Biff' Stannard, Julian Gallagher, Ash Howes, Martin Harrington                             | 3:42              |
| 14    | Don’t Say It’s Too Late       | Brian McFadden, Shane Filan, Andreas 'Quiz' Romdhane, Josef Larossi                                                         | 4:12              |
| 15    | Don’t Let Me Go               | Kian Egan, Nicky Byrne, Richard 'Biff' Stannard, Julian Gallagher, Ash Howes, Martin Harrington, Sharon Murphy, Dave Morgan | 3:30              |
| 16    | Walk Away                     | Pelle Nylén, Per Magnusson, David Kreuger, Andreas Carlsson                                                                 | 3:59              |
| 17    | Love Crime                    | Brian McFadden, Shane Filan, Andreas 'Quiz' Romdhane, Josef Larossi                                                         | 3:17              |
| 18    | Imaginary Diva                | Mark Feehily, Nicky Byrne, Kian Egan                                                                                        | 3:41              |
| 19    | Angel                         | Sarah McLachlan | 4:21              |
| 20    | Bad Girls                     | Andreas 'Quiz' Romdhane, Clyde Lieberman, Josef Larossi, Savan Kotecha                                                      | 3:22              |
| 21    | I Promise You That            | Nick Jarl, Patric Jonsson, Lilly Sjoberg                                                                                    | 3:35              |

Песня «Bad Girls» является скрытым треком. «I Promise You That» вошла только в японскую версию альбома. Песня «Uptown Girl» была также включена в качестве бонус-трека в специальное издание альбома Coast To Coast. Треки № 4,7,20,21 не вошли в версию альбома, предназначенную для продажи на территории России и стран СНГ.
Asian Deluxe Edition
Азиатская Deluxe версия альбома «World Of Our Own» включает также бонусный диск, включающий следующие материалы:
| № п/п | Название             | Формат      |
| ----- | -------------------- | ----------- |
| 1     | My Love              | Видеоклип   |
| 2     | Uptown Girl          | Видеоклип   |
| 3     | What Makes a Man     | Видеоклип   |
| 4     | I Lay My Love on You | Видеоклип   |
| 5     | Queen of My Heart    | Видеоклип   |
| 6     | World of Our Own     | Видеоклип   |
| 7     | Angel                | Видеоклип   |
| 8     | Bop Bop Baby         | Видеоклип   |
| 9     | Bop Bop Baby         | Аудиозапись |
| 10    | Bad Girls            | Аудиозапись |
| 11    | I Promise You That   | Аудиозапись |
| 12    | My Private Movie     | Аудиозапись |
| 13    | Don’t Get Me Wrong   | Аудиозапись |
| 14    | Crying Girl          | Аудиозапись |
| 15    | You Don’t Know       | Аудиозапись |
| 16    | Reason For Living    | Аудиозапись |

## Синглы
| № п/п | Обложка           | Название/ Дата релиза            | Трек-лист | Примечание | Позиция в чартах    | Позиция в чартах | Позиция в чартах | Позиция в чартах | Позиция в чартах | Позиция в чартах | Позиция в чартах | Позиция в чартах | Позиция в чартах | Позиция в чартах | Позиция в чартах | Позиция в чартах | Позиция в чартах    |
| № п/п | Обложка           | Название/ Дата релиза            | Трек-лист | Примечание | Флаг Великобритании | Флаг Ирландии    | Флаг Швеции      | Флаг Норвегии    | Флаг Дании       | Флаг Швейцарии   | Флаг Нидерландов | Флаг Бельгии     | Флаг Австрии     | Флаг Германии    | Флаг Италии      | Флаг Австралии   | Флаг Новой Зеландии |
| ----- | ----------------- | -------------------------------- | --- | --- | ------------------- | ---------------- | ---------------- | ---------------- | ---------------- | ---------------- | ---------------- | ---------------- | ---------------- | ---------------- | ---------------- | ---------------- | ------------------- |
| 1     | Uptown Girl       | Uptown Girl 5 марта 2001         | UK CD1 1. «Uptown Girl»(Radio Edit) — 3:06 2. «Angels Wings»(2001 Remix) — 4:14 3. «Enhanced CD-Rom»(With «Uptown Girl» Video) CD2 1. «Uptown Girl»(Radio Edit) — 3:06 2. «Uptown Girl»(Extended Version) — 5:02 3. «Enhanced CD-Rom»                                        | «Uptown Girl» — кавер-версия песни Билли Джоэла, выпущенная в качестве сингла для благотворительной организации «Comic Relief». Продажи записи в первую неделю после релиза составили 292,318 экземпляров, что гарантировало пластинке первую строчку британского хит-парада. Сингл стал 6 в списке самых продаваемых в Великобритании в 2001 году и получил по итогам продаж платиновый статус. Помимо всего прочего «Uptown Girl» ещё и восьмой сингл № 1 для Westlife, являясь наиболее успешным в коммерческом отношении. В видеоклипе на песню музыканты группы, играя работников закусочной, обслуживают высокомерных респектабельных джентльменов (т. н. uptown men), кажется по ошибке, забредших в уютный ресторанчик. Роль uptown girl (соответственно, девушки из высшего общества, которая появляется во второй половине клипа) исполнила Клаудиа Шиффер. Забавный факт: в начале клипа один из новоявленных посетителей закусочной при выборе песни в музыкальном автомате интересуется у своих приятелей-джентльменов: а какую бы песню заказать? На что те хором голосуют за «Bob the Builder» (того самого персонажа детской передачи, запись «Can We Fix It» которого, прервала череду синглов № 1 ирландского бой-бэнда). | 1                   | 1                | 2                | 3                | 2                | 13               | 2                | 5                | 12               | 8                | 10               | 6                | 4                   |
| 2     | Queen Of My Heart | Queen of My Heart 5 ноября 2001  | UK CD1 1. «Queen of My Heart»(Radio Edit) 2. «When You’re Looking Like That»(Single Remix) 3. «Reason for Living» 4. «When You’re Looking Like That»(Video) UK CD2 1. «Queen of My Heart»(Radio Edit) 2. «When You’re Looking Like That»(Single Remix) 3. «Interview Cd Rom» | Не считая песни «Uptown Girl», которая появилась как бонус-трек ещё в «Coast To Coast», «Queen Of My Heart» — первый сингл с альбома «World Of Our Own», который вышел за неделю до его релиза. Песня, в девятый раз для Westlife, возглавила британский хит-парад и стала 23 в списке самых продаваемых в 2001 году. Сингл получил серебряную сертификацию. | 1                   | 1                | 3                | 12               | 15               | 37               | 12               | 14               | 33               | 27               | —                | —                | 4                   |
| 3     |                   | World of Our Own 18 февраля 2002 | UK CD1 1. «World of Our Own»(Single Remix) — 3:28 2. «Crying Girl» — 3:39 3. «Angel» (Remix) — 4:22 4. «World of Our Own»(Video) — 3:28 UK CD2 1. «World of Our Own»(Single Remix) — 3:28 2. «I Promise You That» — 3:35 3. «Angel»(Video) — 4:22                            | «World Of Our Own» — ведущий сингл с одноимённого альбома группы Westlife. С продажами более 200,000 экземпляров он имеет серебряный статус в Великобритании. | 1                   | 3                | 11               | 13               | 5                | 26               | 29               | —                | 10               | 11               | 41               | 21               | 6                   |
| 4     |                   | Bop Bop Baby 20 мая 2002         | UK CD1 1. «Bop Bop Baby»(Single Remix) 2. «You Don’t Know» 3. «Imaginary Diva»(Orphane Remix) 4. «Bop Bop Baby»(CD-ROM video) UK CD2 1. «Bop Bop Baby»(Single Remix) 2. «Bop Bop Baby»(Almighty Radio Edit) 3. «Band Interviews»(Cd-Rom)                                     | Последний сингл с альбома, вышедший 20 мая 2002 года. Песня «Bop Bop Baby» была написана при участии членов группы Шейна Файлана и Брайана Макфаддена, совместно с Крисом О’Брианом и Грэхэмом Мерфи. Сингл достиг 5 строчки в UK Singles Chart. | 5                   | 4                | 16               | —                | 3                | 36               | 23               | 50               | 28               | 15               | 45               | 55               | 21                  |

## Позиция в чартах
| Страна         | Высшая позиция в чарте | Сертификация |
| -------------- | ---------------------- | ------------ |
| Ирландия       | 1                      |              |
| Австрия        | 1                      |              |
| Швеция         | 1                      |              |
| Великобритания | 1                      | 4x Платина   |
| Дания          | 3                      |              |
| Новая Зеландия | 3                      |              |
| Норвегия       | 7                      |              |
| Бельгия        | 8                      |              |
| Германия       | 8                      |              |
| Италия         | 9                      |              |
| Нидерланды     | 10                     |              |
| Швейцария      | 19                     |              |
| Австралия      | 19                     |              |